# فرانسوا سمعان باسيل
فرانسوا سمعان باسيل (من مواليد 15 مارس 1934) هو مصرفي لبنان بارز، كان رئيس مجلس إدارة ومدير عام بنك بيبلوس،  أحد أكبر البنوك اللبنانية خلال الفترة (يوليو 1979 إلى يوليو 2015)، وشغل منصب رئيس مجلس إدارة جمعية البنوك في لبنان (ABL) لأربع فترات،  ويشغل حاليًا منصب رئيس مجلس إدارة مجموعة بنك بيبلوس، وهو كيان مؤلف من بنوك وشركات تابعة لبنك بيبلوس.
في عام 2015 تم تعيين باسيل في القائمة السنوية الأولى لمجلة غلوبال فاينانس «من هو في الشرق الأوسط؟» 

## النشأة والتعليم
ولد باسيل في فيدار شمال بيروت في عام 1934،  وكان والده «سمعان باسيل» رجل أعمال معروف أسس شركة "Société Commerciale et Agricole Byblos Bassil Frères & Co." في 1950 وهي شركة لبنانية متخصصة في أنشطة الحرير الطبيعي ودباغة الجلود والقروض الزراعية، وفي عام 1963 أصبحت هذه الشركة باسم بنك بيبلوس.
يحمل باسيل شهادة الدكتوراه في القانون من الجامعة الكاثوليكية في لوفان في بلجيكا.

## التمييز
في 2008 حصل باسيل على «الدكتوراه الفخرية في العلوم الإنسانية» من الجامعة اللبنانية الأمريكية (LAU)،  وفي 2010 منحته جامعة سان إسبريت كاسليك (USEK) شهادة فخرية في «الدكتوراه الفخرية» في الأعمال التجارية.
طوال حياته المهني حصل على العديد من الفروع الفخرية من بينها وسام التاج الذي منحه له الملك ألبرت الثاني ملك بلجيكا؛ ومنحه البابا يوحنا بولس الثاني وسام «فارس وسام القديس غريغوري العظيم».
في عام 2012 منحه الرئيس اللبناني ميشال سليمان وسام الأرز،  وفي عام 2015 حصل باسيل على «جائزة نايت جراند كروس للفئة الأولى من وسام القديس غريغوري العظيم» من البابا فرانسيس.

## حياته المهنية
بدأ باسيل حياته المهنية في القطاع المصرفي في 1962 من خلال المساهمة في تأسيس بنك بيبلوس وأصبح رئيس مجلس الإدارة والمدير العام له في عام 1979،  ثم قاد نجاح ونمو بنك بيبلوس في لبنان، وتحويله من كيان محلي الحجم إلى واحد من أكبر بنوك لبنان،  بإجمالي أصول 19 مليار دولار، وقد وصلت ودائع العملاء إلى 15.7 دولار مليار اعتبارا من 31 ديسمبر 2014.
وتحت إشرافه أسس «بنك بيبلوس» العديد من الشراكات الدولية وحصل على العديد من الفروق، مع الحفاظ على مكانته كأفضل بنك في لبنان،  وأصبح البنك في 2009 أول أول مُصدر لبناني يدرج في بورصة لندن لمدة اثني عشر عامًا.